# Lia Pirskawetz
Lia Pirskawetz (* 2. Dezember 1938 in Libau/Lettland) ist eine deutsche Schriftstellerin.

## Leben
Sie studierte Slawistik und Anglistik an der Humboldt-Universität zu Berlin. Nach ihrem Studium arbeitete sie als Lektorin beim Verlag Volk und Welt. Seit 1965 ist Lia Pirskawetz freischaffende Schriftstellerin und Übersetzerin in Berlin. Sie übersetzte zahlreiche Romane, Erzählungen und Dramen aus dem Russischen. Mit ihrem Radio-Feature Indianersommer oder Zum schönsten Flecken der Erde, erzählte Lia Pirskawetz 2001 in einem Interview, habe sie sich bewusst für die Errichtung von Naturparks in der DDR eingesetzt.

## Fotografische Darstellung Lia Pirskawetz’
- Barbara Morgenstern: Lia Pirskawetz (1989)[2]
- Klaus Morgenstern: Lia Pirskawetz (1994)[3]

## Werke

### Hörspiele
- 1973: Spinnen-Palaver – Regie: Barbara Plensat (Hörspiel – Rundfunk der DDR)
- 1974: Vox Humana – Regie: Fritz Göhler (Hörspiel – Rundfunk der DDR)
- 1975: Meine weißen Berge
- 1976: Das Haus am Park – Regie: Barbara Plensat (Hörspiel – Rundfunk der DDR)
- 1977: Mit dem Teufel in Wind
- 1980: Stille Post – Regie: Horst Liepach (Biografie – Rundfunk der DDR)
- 1984: Der Fischer und seine Seele

### Radio-Feature
- 1989: Indianersommer oder Zum schönsten Flecken der Erde – Regie: Hannelore Solter

### Filme
- 1974: Unser täglich Bier
- 1976: Die Forelle

### Bücher
- 1985: Der stille Grund. Roman. Berlin: Verlag Neues Leben (2. Aufl. 1986, ISBN 3-355-00254-2)
- 1990: Indianersommer. Kalifornische Reiseskizzen. Berlin: Verlag Neues Leben. ISBN 3-355-01051-0

## Auszeichnungen
- 1981: DDR-Hörspielpreis in der Kategorie Kritiker-Hörspielpreis
- 1999: Erwin-Strittmatter-Preis